# Ebbe Korvin
Ebbe Korvin (26. april 1929 – 28. marts 2013) var en dansk embedsmand og politiker.
Korvin blev i 1956 cand. jur. og fik snart efter ansættelse i Kirkeministeriet, hvor han arbejdede i 35 år og blev ekspeditionssekretær.
I midten af 1960'erne blev han politisk aktiv i Det Konservative Folkeparti og blev kredsformand i Køgekredsen. Ved denne kreds' opsplitning blev han i stedet formand for Glostrupkredsen. I 13 år var han medlem af kommunalbestyrelsen i Høje-Taastrup Kommune, hvor han blev formand for Socialudvalget og Kulturudvalget. Han var en kort overgang borgmester fra 1. juni til 1. december 1983, hvor han efterfulgte partifællen Flemming Jensen. Arbejdspresset sled dog på Korvin, som blev afløst af Laurids Christensen, ligeledes fra Det Konservative Folkeparti. 
Korvin var medlem af Bibelselskabets bestyrelse.
Han blev bisat fra Taastrup Nykirke.